# (7531) Pecorelli
(7531) Pecorelli est un astéroïde de la ceinture principale.

## Description
(7531) Pecorelli est un astéroïde de la ceinture principale. Il fut découvert le 24 septembre 1994 à Stroncone par l'Observatoire astronomique Santa Lucia de Stroncone. Il présente une orbite caractérisée par un demi-grand axe de 2,34 UA, une excentricité de 0,12 et une inclinaison de 3,6° par rapport à l'écliptique.

## Compléments